# Rede de rumores
A Rede de Rumores é uma rede de comunicação informal que possuí três características: a maioria dos funcionários a considera a mais confiável, não está sob o controle dos gestores da empresa e é amplamente utilizada para atender aos interesses de alguns deles.  A Rede de Rumores, por ser informal, é extremamente rápida e pode levar uma determinada informação a muitas pessoas em um curto período de tempo. Um rumor dentro do ambiente corporativo pode ser muito ou pouco impactante, podendo abordar qualquer tema, sejam eles positivos ou negativos do ponto de vista dos envolvidos. Pode se tratar de por exemplo o lançamento de um novo produto, um evento que será realizado para os funcionários, aquisição de novos hardwares, ou uma eventual crise interna, cortes de funcionários, rescisão de um funcionário de alto nível hierárquico ou mesmo sobre questões pessoais de um colega.
Para o sociólogo Tamotsu Shibutani (1966) trata-se da necessidade de solucionar um problema coletivo, buscando preencher a necessidade de conhecimento de algo que não está acessível para todos os empregados nos canais de comunicação formais. Segundo Kreps (1990), a comunicação nas organizações é caracterizada como: ”O processo através do qual membros de uma organização reúnem informação pertinente sobre esta e sobre as mudanças que ocorrem no seu interior e a fazem circular endógena e exogenamente. A comunicação permite às pessoas gerar e partilhar informações, que lhes dão capacidade de cooperar e de se organizarem.”.

## Como se propagam os rumores
Mishra (1990) afirma que os rumores começam a se manifestar nas organizações a partir do momento em que os funcionários chegam no local de trabalho e percorrem por todo o dia, nas reuniões, corredores, pausas para o café e almoço, em geral nos momentos em que seus respectivos chefes não se encontram. O autor também aponta que o rumor perdura após o expediente de trabalho, nos encontros em restaurantes ou bares. O ciclo então se reinicia no dia seguinte.  O rumor é muito útil como um complemento dos canais formais de comunicação, desta maneira acaba ajudando os funcionários a terem mais acesso as informações.
A Rede de Rumores na visão de Newstrom e Davis (1997), em geral, segue um padrão cluster, ou seja, um funcionário passa a informação para quatro colegas, dos quais somente dois irão passar a informação adiante, transmitindo-a mais de uma pessoa. Como nem todos os receptores se tornam também emissores, consequentemente a mensagem vai definhando-se.

## Os três principais tipos de comunicação nas empresas
Existem três tipos mais comuns de rede de comunicação informal denominadas como Cadeia, Roda e Todos os Canais. A comunicação em Roda exige um líder forte, depende de um líder que aja como um condutor central de toda a comunicação do grupo. Já a comunicação em Cadeia em geral segue a cadeia formal de comando, respeitando os níveis hierárquicos. Por fim, a comunicação através de Todos os Canais ocorre em equipes auto gerenciadas onde todos podem contribuir com informações, sem a necessidade de um líder. 

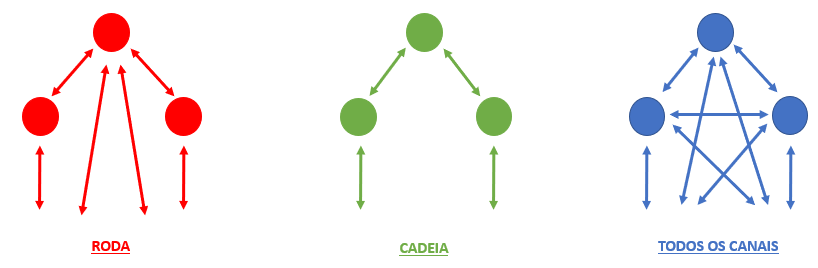
Representação gráfica dos três tipos de redes de comunicação corporativa (Adaptado de ROBBINS, STEPHEN P. COMPORTAMENTO ORGANIZACIONAL. [S. l.: s. n.], 2006.)

|                        | Roda   | Cadeia   | Todos os canais |
| ---------------------- | ------ | -------- | --------------- |
| Velocidade             | Rápida | Moderada | Rápida          |
| Exatidão               | Alta   | Alta     | Moderada        |
| Emergência de um líder | Alta   | Moderada | Nenhuma         |
| Satisfação dos membros | Baixa  | Moderada | Alta            |

## Vantagens e Desvantagens das Redes de Rumores
A alta velocidade de propagação de informações através dos canais informais, dependendo da situação, pode ser benéfica ou maléfica. Em uma situação de emergência ou urgência, a rapidez na transmissão da informação pode ser decisiva nos acontecimentos seguintes. Entretanto, quando se trata da retenção de uma informação sigilosa, por conta da falta de controle os canais informais atuarão de maneira adversa. É importante ressaltar que na divulgação de informações através da comunicação informal, há uma grande exposição a possíveis distorções de informações, uma vez que, a cada passagem a informação está sujeita a uma pequena alteração, podendo resultar em um desvirtuamento por completo após certo tempo.
Rumores podem também prejudicar a organização, ao espalhar informações imprecisas e insinuações, podendo reduzir a moral e prejudicando a produtividade dos funcionários (DiFonzo, Bordia, & Rosnow, 1994). Esse canal de comunicação informal fornece aos gestores um feedback sobre os elementos e questões organizacionais, para que a organização saiba como usar seus aspectos positivos e como gerenciar os aspectos negativos..  Os gerentes que usam redes de comunicação organizacional informal geralmente avaliam com sucesso os efeitos de novas políticas e procedimentos por meio das respostas dos trabalhadores (Mishra, 1990).

## A importância das Redes de Rumores
Se faz importante ter conhecimento sobre os rumores que circulam dentro da empresa, uma vez que, estudos  apontam que na relação entre o bem-estar no trabalho e o rumor, um alto índice de rumor pode influenciar negativamente o bem-estar no ambiente de trabalho e consequentemente gerar desempenho reduzido por parte dos colaboradores. Uma rede de rumores é abrangente e propaga-se mais rapidamente do que qualquer outro meio de comunicação.
Em geral, pode-se considerar este meio importante, pois, ele possibilita a canalização da angústia ou da opressão dos funcionários, atuando simultaneamente como um mecanismo de filtragem e feedback. Para Dunbar (1996), os rumores são uma forma importante de comunicação social, que pode aproximar as pessoas e compartilhar informações pessoais ou de outro. Nesse processo, a conexão entre o narrador e o ouvinte pode ser potencializada, pois eles podem conversar e compartilhar informações de interesse mútuo.